# Raison d’être
A Raison d’être (stilizált alakja: raison d’être) egyszemélyes svéd dark ambient projekt. Peter Andersson alapította 1991-ben. A Cold Meat Industry kiadó adja ki a lemezeket. A projekt Carl Jung filozófus egyik mondatáról kapta a nevét. Zenéjét a dark ambient atmoszférája, illetve az indusztriális hangok és egyházi himnuszok használata jellemzi.

## Diszkográfia
- Après nous le Déluge (kazetta, 1992)

Aprés nous le Déluge  (MP3, 2008)
Aprés nous le Déluge (Redux)  (CD, 2012)
- Prospectus I  (CD, 1993)

Prospectus I (Re-mix)  (kazetta, 2005)
Prospectus I (Redux)  (dupla CD, 2013)
- Sacral Wounds  (VHS, 1994)
- The Ring of Isvarah  (kazetta, 1994)
- Conspectus  (kazetta, 1994)
- Enthraled by the Wind of Lonelienes  (CD, 1994)

Enthraled by the Wind of Lonelienes (Re-mix)  (FLAC/MP3, 2007)
Enthralled by the Wind of Loneliness (Redux)  (CD, 2013)
- Semblance  (kazetta, 1995)
- Within the Depths of Silence and Phormations  (CD, 1995)

Within the Depths of Silence and Phormations (Redux)  (dupla CD, 2013)
- In Sadness, Silence and Solitude  (CD, 1997)

In Sadness, Silence and Solitude (Re-Issue)  (CD, 2006)
In Sadness, Silence and Solitude (Expanded)  (dupla CD, 2014)
In Sadness, Silence and Solitude (Expanded Special Edition)  (2xCD+7", 2014)
- Reflections from the Time of Opening  (CD, 1997)

Reflections from the Time of Opening (Re-Issue)  (CD, 2005)
- Lost Fragments  (CD-R, 1998)

Lost Fragments  (dupla CD, 2002)
- Collective Archives  (2xCD, 1999)
- The Empty Hollow Unfolds  (CD, 2000)

The Empty Hollow Unfolds (Expanded)  (dupla CD, 2014)
The Empty Hollow Unfolds (Special Expanded)  (tripla CD, 2014)
- Requiem for Abandoned Souls  (CD, 2003)

Requiem for Abandoned Souls (Expanded  (dupla CD, 2014)
- Metamorphyses  (CD, 2006)

Metamorphyses (Expanded)  (dupla CD, 2014)
- Live Archive 1  (FLAC/MP3, 2007)
- Live Archive 2  (FLAC/MP3, 2007)
- Live Archive 3  (FLAC/MP3, 2008)
- The Luminous Experience (Live in Enschede 2008)  (koncertalbum, 2008)
- The Stains of the Embodied Sacrifice (CD, 2009)

The Stains of the Embodied Sacrifice (Expandend) (dupla CD, 2012)
The Stains of the Embodied Sacrifice (Special Expanded) (tripla CD, 2012)
- Live Archive  (tripla CD, 2010)
- When the Earth Dissolves in Ashes (CD, 2012)
- Collected Works (CD, 2013)
- Mise en Abyme (CD, 2014)
- Feasting in Valhalla (CD, 2014)
- Tales from the Tabula Rasa (Early Works 1988-1991) (válogatáslemez, 2014)
- De Aeris In Sublunaria Influxu (Troum és Raison d'Être) (CD, 2015)
- Alchymeia  (CD, 2018)